# Андреј Хлинка
Андреј Хлинка (мађ. Hlinka András; Ружомберок, 27. септембар 1864 – 16. август 1938) био је словачки католички свештеник, новинар, банкар, политичар и један од најзначајнијих словачких јавних активиста у Чехословачкој пре Другог светског рата. Био је вођа Хлинкине Словачке народне партије (од 1913), папски коморник (од 1924), индуковани папски протонотар (од 1927), члан Народне скупштине Чехословачке (парламент) и председник Друштва Св. Војтеха (верска издавачка организација).

## Биографија
Рођен у Чернови (данас део града Ружомберок) у Липтовској жупанији у Словачкој, која је била под влашћу Аустроугарске краљевине, Хлинка је дипломирао теологију у Спишској Капитули и заређен је за свештеника 1889. Трудио се да побољша друштвени статус својих парохијана, борио се против алкохолизма и организовао едукативна предавања и позоришне представе. Основао је банкарска удружења за кредит и храну да би помогао обичним људима и написао приручник како даље оснивати такве организације.
У својим политичким ставовима био је снажан бранилац католичке етике од свих секуларизацијских тенденција повезаних са економским и политичким либерализмом Краљевине Угарске крајем 19. и почетком 20. века. То је био сличан став као и код мађарске Katolikus Néppárt (Католичка народна партија), коју је предводио гроф Зихи, па је Хлинка постао активиста ове странке. Међутим, пошто је странка занемаривала словачке захтеве, Хлинка је отишао и заједно са Франтишеком Скичаком основао Словачку народну странку.
Широку популарност стекао је захваљујући својим друштвеним активностима. Године 1905. изабран је за жупника у Ружомбероку противно жељи свог мађарског бискупа Александра Парвија. На мађарским парламентарним изборима 1906. подржао је словачког кандидата Вавру Шробара и заузео се за словачки национални покрет. Његове активности су наишле на негодовање црквене јерархије, која га је суспендовала као свештеника. 27. јуна 1906. затворен је и касније осуђен за побуну. Док је Хлинка суспендован и чекао на затвор, владика Шандор Парви је наредио да свештеници који говоре мађарски освештају цркву у Чернови, у чијој је изградњи Хлинка учествовао. Ово је наишло на протесте и отпор локалног становништва и довело до масакра у Чернови, који је скренуо пажњу међународне јавности на ситуацију словачке мањине у Краљевини Мађарској. У затвору је Хлинка водио превод Старог завета на словачки језик. Његови пријатељи су радили на његовој рехабилитацији и Хлинка, који се жалио Светој столици на његову суспензију, коначно је добио случај против бискупа.
Године 1907. основао је Ľudová banka (Народну банку), а три године касније постао је председник управе.
Словачка народна партија је одвојена од Словачке националне партије 1913. године. Хлинка је постао председник странке и на овој функцији остао до краја живота.
На крају Првог светског рата, Хлинка је значајно допринео стварању Чехословачке. На поверљивом састанку Словачке националне партије 24. маја 1918. заузео је јасан став и прекинуо дугу дискусију неодлучних учесника („Хиљадугодишњи брак са Мађарима иде наопако. Морамо да се разведемо." ) Постао је члан Словачког националног савета и потписао Мартинску декларацију, којом се залагао за политичку унију са чешком нацијом. У раном периоду Чехословачке, када је део црквене јерархије још увек преферирао Угарску краљевину, он је интензивно лобирао за нову државу.
Хлинка се брзо разочарао недемократским методама свог бившег колеге Вавра Шробара (опуномоћеног министра за послове Словачке), неким антирелигијским деловањем и неравноправним положајем Словачке. Пожалио се премијеру и упозорио га да ће ови проблеми ескалирати на мировној конференцији у Паризу. Хлинка је сматрао да се проблеми могу решити на основу Питсбуршког споразума који је обећавао аутономију Словачке у оквиру Чехословачке. 28. августа 1918. је отпутовао у Париз под утицајем Франтишека Јехличке, коме је Хлинка слепо веровао. Хлинка је потом поделио меморандум о Словачкој новинарима и дипломатама, али није успео да се састане са кључним доносиоцима одлука.  Хлинку, који је стигао са пасошем који је издала Пољска на име „Јозеф Бергер“,  је француска полиција ухапсила и избацила из Париза. Ово лоше темпирано и организовано путовање могло је озбиљно да нашкоди интересима Чехословачке на конференцији и наруши имиџ словачких аутономаша. Осим Хлинке, сви учесници су остали у иностранству и касније радили за мађарски иредентизам.  Чак се и Словачка народна партија оградила од деловања свог лидера. Хлинка је био затворен и политички изолован.
Без обзира на грешку, Хлинка је остао популаран међу бирачима Словачке народне партије. Априла 1920. изабран је у чехословачки парламент и пуштен из затвора. Након тога, скоро 20 година водио је борбу за аутономију и признање независне словачке нације. Његова мотивација била је заснована на верској и језичкој основи.  Хлинка је прихватио идеју заједничке чехословачке политичке нације  али је веровао да централизам и етнички чехословаштво угрожавају словачке интересе и њихов национални и културни идентитет („Ми смо за заједничку државу Чеха и Словака, али смо за примену националне индивидуалности оба конститутивна народа.“  ) Његова странка је брзо постала најпопуларнија странка у Словачкој са потенцијалом око 25%–35%.
Хлинка је био познат по својој харизму, темпераменту, тврдоглавости и оштром језику. Исте особине су га чиниле тешким партнером за преговоре. Хлинка је редовно вређао своје противнике и често је био критикован због примитивизма. Недостатак високог образовања довео га је до некритичког дивљења неких његових сумњивих колега.  Посебно је то био случај са Војтехом Туком који је неколико пута поткопавао интересе странке, али је сачувао Хлинкино поверење.
На крају свог живота, Хлинка је био више живи симбол партије него прави креатор политике. Током 1930-их, партија се постепено приближавала ауторитативним и недемократским политичким идејама. Хлинка је симпатизовао ауторитарне режиме попут Салазарове Португалије или Долфусове Аустрије, обе државе у којима је католички клерикализам играо централну улогу. Током последњих година његовог живота, његова странка је била интерно подељена на два крила – конзервативце предвођене католичким свештеником Јозефом Тисом и радикале, углавном младе незадовољне чланове. Хлинка је покушавао да балансира и из тактичких разлога их је наизменично подржавао. Хлинка, који никада није добро разумео спољну политику, био је за сарадњу са Конрадом Хенлајном и Јаношом Естерхазијем. 
Дана 5. јуна 1938. Хлинка је одржао говор на демонстрацијама у Братислави где је поново покренуо захтев за словачком аутономијом. Потписао је трећи предлог за аутономију, али је умро пре него што је постигао свој циљ. Тек након Минхенског споразума, када је Чехословачка ушла у немачку сферу утицаја, губитком чешке границе и под претњом територијалних захтева Мађарске, ХСЛС је искористио слабост државе и прогласио аутономију 6. октобра 1938, мање од два месеца после Хлинкине смрти.

## Наслеђе
Током прве Словачке републике, државе клијента нацистичке Немачке (1939–1945), режим је Хлинку сматрао националним херојем. Јосеф Тисо, његов заменик и наследник у Хлинкиној Словачкој народној партији, постао је председник прве фашистичке Словачке републике. Хлинкина гарда, милиција коју је одржавала Хлинкина Словачка народна партија основана непосредно пре Хлинкине смрти, касније је учествовала у Холокаусту у Словачкој.
У комунистичкој Чехословачкој Хлинка је био приказан као „клерофашиста“.
Након пада комунизма, Хлинка је поново постао цењена личност, углавном међу националистичким симпатизерима и хришћанско-демократским организацијама, док је остатак данашњег словачког друштва углавном индиферентан према сећању на Хлинку. Хлинкин лик могао се наћи на словачкој новчаници од 1000 круна, пре него што је Словачка увела евро 2009. године. Предлог у Словачком парламенту да се он прогласи „оцем нације“ замало је прошао у септембру 2007. 
Сада се Андреја Хлинке углавном сећају у родној Чернови, где се може наћи његова кућа. Изложба је отворена за јавност. Недавно, поново је отворен Маузолеј Андреја Хлинке у Ружомбероку.